# Frankenstein (film, 1931)
Pour les articles homonymes, voir Frankenstein.
Série
La Fiancée de Frankenstein
(1935)
Pour plus de détails, voir Fiche technique et Distribution.
Frankenstein est un film américain réalisé par James Whale, sorti en 1931.
Ce film d'horreur est tiré de la pièce de Peggy Webling (1927), elle-même adaptée du roman Frankenstein ou le Prométhée moderne de Mary Shelley. Le film fait partie de la série des Universal Monsters et révèle l'acteur Boris Karloff, le réalisateur James Whale et le maquilleur Jack Pierce. Deux bobines d'essai avaient été tournées par Robert Florey avec Bela Lugosi dans le rôle-titre. Le film fut un succès public et critique, il engendra de nombreuses suites et devint un film d'horreur emblématique.

## Synopsis
Henry Frankenstein, un jeune savant, veut créer artificiellement la vie. Il façonne un corps humain à partir de morceaux de cadavres. Mais au lieu de lui procurer un cerveau sain, son assistant, Fritz, lui fournit celui d'un assassin.

## Fiche technique
Sauf indication contraire, les informations mentionnées dans cette section peuvent être confirmées par la base de données cinématographiques IMDb,  présente dans la section « Liens externes ».
- Titre : Frankenstein
- Réalisation : James Whale
- Scénario : John L. Balderston, Garrett Fort, Richard Schayer, Francis Edward Faragoh, Robert Florey (non crédité), John Russell (non crédité) d'après la pièce de Peggy Webling, adaptée du roman de Mary Wollstonecraft Shelley
- Musique : Bernhard Kaun (non crédité)
- Direction musicale : David Broekman
- Photographie : Arthur Edeson et Paul Ivano (non crédité)
- Montage : Clarence Kolster
- Supervision du montage : Maurice Pivar
- Direction artistique : Charles D. Hall
- Décors : Herman Rosse
- Maquillage : Jack Pierce
- Effets spéciaux : John P. Fulton
- Production : Carl Laemmle Jr.
- Société de production et de distribution : Universal Pictures
- Pays de production :  États-Unis
- Langue originale : anglais
- Format : noir et blanc — 35 mm — 1,20:1 — son mono (Western Electric Sound System)
- Genre : drame, science-fiction, horreur, fantastique
- Durée : 71 minutes
- Dates de sortie :
  - États-Unis : 21 novembre 1931
  - France : 17 mars 1932
- Affiche : Roland Coudon, Boris Grinsson (France)

## Distribution
Sauf indication contraire, les informations mentionnées dans cette section peuvent être confirmées par la base de données cinématographiques IMDb,  présente dans la section « Liens externes ».
- Colin Clive : Dr Henry Frankenstein (Victor Frankenstein dans le roman original de Mary Shelley)
- Mae Clarke : Elizabeth Frankenstein, fiancée de Henry Frankenstein
- John Boles : Victor Moritz (inspiré de Henry Clerval dans roman de Mary Shelley)
- Boris Karloff : le monstre de Frankenstein
- Edward Van Sloan : le professeur Waldmann
- Frederick Kerr : le baron Frankenstein
- Dwight Frye : Fritz, l'assistant du Dr Frankenstein
- Marylin Harris : la petite Maria
- Lionel Belmore : Vogel, le bourgmestre
- Soledad Jiménez (non créditée) : une pleureuse

## Production

### Développement du projet
Deux bobines d'essai avaient été tournées par Robert Florey avec Bela Lugosi dans le rôle-titre. James Whale remplaça Robert Florey, qui pour compensation se vit offrir la réalisation de Double Assassinat dans la rue Morgue toujours avec Bela Lugosi.

### Scénario
Le scénario se base moins sur le roman de Mary Shelley que sur l'adaptation théâtrale montée en 1927 et écrite par Peggy Webling. Dans cette pièce, la créature porte déjà le nom de Frankenstein.

### Casting et maquillage
Le maquillage du monstre est créé par le maquilleur Jack Pierce. À défaut de trouver une description précise dans le roman de Shelley, Pierce s'inspire des opérations du cerveau, lorsque les chirurgiens découpent le sommet du crâne. Il aplatit le haut du crâne et ajoute des agrafes. Pierce recouvre les cheveux de Karloff par une calotte. Il lui dessine un crâne et un front carré à l'aide de coton imbibé de collodion. L'acteur trouve que son regard reste trop vif. Pierce confectionne des paupières en cire.

### Tournage
- Budget : 291 000 $ (estimation)
- Recettes : 5 000 000 $
- Tournage : du 24 août 1931 au 3 octobre 1931

## Accueil
- Financièrement, il a constitué l'un des plus gros succès de la période 1931-1932, prouvant ainsi aux dirigeants de Universal Pictures qu'il y avait un public pour ce genre de production[4].
- Frankenstein est bien accueilli par la critique et par le public à sa sortie et est largement considéré comme l'un des meilleurs films de 1931[5],[6],[7],[8], ainsi que l'un des plus grands films de tous les temps[9],[10]. Il reçoit une note de  100 % d'approbations positives sur le site de Rotten Tomatoes[11]. En 1991, le film a été sélectionné pour la conservation dans les États-Unis National Film Registry comme étant jugé « culturellement, historiquement ou esthétiquement important ». En 2004, le New York Times a placé le film parmi les 1 000 meilleurs films jamais réalisé[12].
- Frankenstein a également reçu la reconnaissance de l'American Film Institute. Il a été nommé 87e meilleur film sur une période de 100 ans.
- La réplique : « Il est vivant ! Il est vivant ! » a été classé comme la 49e plus célèbre citation de film dans le cinéma américain.
- En France, si son statut de film culte s'est imposé auprès des cinéphiles, des voix discordantes se sont néanmoins fait entendre ; ainsi Fereydoun Hoveyda écrivait en 1958 dans les Cahiers du cinéma : « On se demande comment le public de 1931 a pu ressentir quelque peur devant ces images »[13]. Puis, cinquante ans plus tard, Pierre Murat écrivait dans Télérama : « À le revoir, le Frankenstein, de James Whale, ne vaut vraiment pas tripette »[14].

## Postérité
- Boris Karloff a déclaré : « On m'a demandé plusieurs fois : Quel est le meilleur film « d'horreur » que vous avez fait ? Je dirais, sans aucun doute, le premier Frankenstein[C 1],[15] ».
- L'Esprit de la ruche (El Espíritu de la colmena), film espagnol réalisé par Víctor Erice, raconte la fascination d'une petite fille pour le film.
- L'épisode Prométhée post-moderne de la série télévisée X-Files : Aux frontières du réel rend largement hommage au film dans son scénario et son style visuel[16].